# Wilken Engelbrecht
Wilken Willem Karel Hugo Engelbrecht (Utrecht, 19 september 1962) is een Nederlandse hoogleraar in het vakgebied letterkunde aan de Faculteit Geesteswetenschappen van de Palacký-Universiteit Olomouc in Tsjechië.

## Familie
Engelbrecht werd geboren te Utrecht als oudste zoon van mr. Hugo W. Engelbrecht (1915-2004) en diens echtgenote Caroline F.M. Schmid (1930-2009) in een gezin van vier kinderen. Hij is een kleinzoon van Willem Bernard Engelbrecht, diplomaat en Commissaris der Provincie in Utrecht (1941-1945), en een achterkleinzoon van de Nederlands-Indische jurist Willem Anthony Engelbrecht. Hij trouwde in 1993 met Jana Helena Vašátková (geb. 1967), afkomstig uit een Tsjechisch geslacht van schoenenfabrikanten en academici. Het echtpaar heeft twee zoons.

## Loopbaan
Engelbrecht studeerde klassieke talen bij de Rijksuniversiteit Utrecht (1980-1982) en de Universiteit van Amsterdam (1986-1988). Hij specialiseerde zich in middeleeuws-Latijn, in de receptie van Ovidius in vroeg-middeleeuwse universitaire commentaren. Op 18 juni 2003 promoveerde hij bij Árpad P. Orbán te Utrecht op een kritische en becommentarieerde editie van het zgn. Bursarii-commentaar op Ovidius. 

In 1992 nam Engelbrecht een leeropdracht van de Comenius Universiteit Bratislava in Slowakije, en de Palacký-Universiteit Olomouc in Tsjechië aan om het vak Nederlands opnieuw op te bouwen. In 1994 gaf hij het inmiddels goed opgestarte lectoraat te Bratislava over aan Abram Muller en bouwde dat in Olomouc verder uit tot een zelfstandig instituut, de Katedra nederlandistiky. Dit is tegenwoordig een van de grootste instituten voor neerlandistiek in Centraal-Europa. Eveneens in 1994 stond hij aan de wieg van een samenwerkingsverband van Tsjecho-Slowaakse neerlandici ONETS en één jaar later was hij mede-oprichter van de vereniging voor neerlandici in Centraal-Europa Comenius. 
 In 2005 habiliteerde Engelbrecht te Olomouc op een monografie over de receptie van klassieke auteurs in de middeleeuwen. In 2011 werd hij ook (deeltijd)hoogleraar Nederlands in Polen, bij de Katholieke Universiteit van Lublin. Op 20 juni 2012 werd hij door de Tsjechische president Václav Klaus benoemd tot gewoon hoogleraar in de algemene literatuur wetenschap te Olomouc. 

Engelbrecht houdt zich vooral bezig met de receptie van Nederlandstalige literatuur in Tsjechië en met middeleeuwse commentaren van Ovidius. Bovendien heeft hij verschillende functies bekleed in het universitair bestuur: voorzitter van de faculteitsraad, bestuurslid van de universitaire vakbond, vice-decaan buitenland, vice-decaan wetenschap, hoofd instituut. Voor zijn verdiensten met betrekking tot de opbouw van de neerlandistiek kreeg Engelbrecht in 1997 de ANV-Visser Neerlandia-prijs voor cultuur en werd hij op 12 september 2012 benoemd tot Officier in de Orde van Oranje-Nassau.